# Hartmut Hamerich

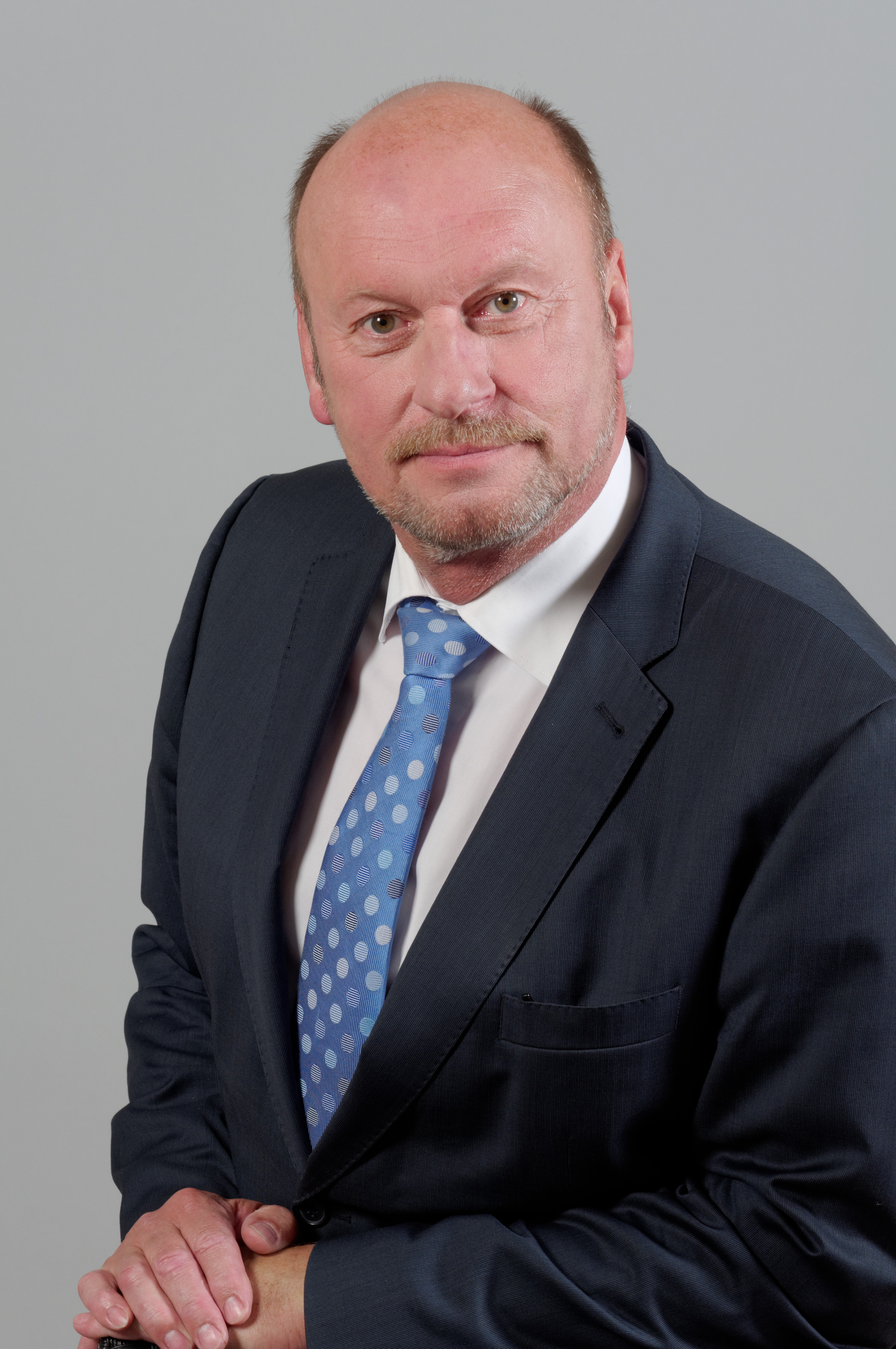
Hartmut Hamerich (2013)

Hartmut Hamerich (* 2. April 1955 in Lübeck) ist ein deutscher Politiker (CDU). Er war von 2005 bis 2022 Abgeordneter des Schleswig-Holsteinischen Landtages.

## Leben und Beruf
Nach der Mittleren Reife 1970 absolvierte Hamerich bis 1972 eine landwirtschaftliche Lehre und war danach als Soldat auf Zeit bei der Bundeswehr, wo er auch eine Ausbildung zum Fahrlehrer abschloss sowie die Fachhochschulreife erwarb. Hamerich übernahm 1982 den elterlichen Bauernhof und eröffnete 1987 ein Fotostudio, das er 1996 um ein Reisebüro erweiterte. Nach seiner Wahl in den Schleswig-Holsteinischen Landtag, 2005, stellte er die Tätigkeit im Fotostudio ein, führte jedoch das Reisebüro noch bis 2009.
Hartmut Hamerich ist verheiratet und hat zwei Kinder.

## Politik
Seit 1995 gehört Hamerich der Gemeindevertretung von Stockelsdorf an. Schon zuvor, 1994, war er bürgerliches Mitglied im Bauausschuss der Gemeinde Stockelsdorf, wo er von 1995 bis 2003 Vorsitzender des Bau- und Verkehrsausschusses war. Seit 1998 ist er Mitglied des Hauptausschusses und stellvertretender Fraktionssprecher. Von 2003 bis 2008 gehörte Hamerich dem Kreistag des Kreises Ostholstein an. Er war Vorsitzender des gemeindlichen Ausschusses für Umwelt, Planung und öffentliche Einrichtungen. Zusätzlich bekleidete er das Amt des stellvertretenden Vorsitzenden im Hauptausschuss. Seit 2009 ist Hartmut Hamerich Vorsitzender des CDU-Ortsverbandes Stockelsdorf.

## Abgeordneter
Bei der Wahl für die 16. Wahlperiode, 2005, wurde Hamerich erstmals Mitglied des Landtages von Schleswig-Holstein. Von Beginn der Wahlperiode bis 2009 war er Mitglied im Europaausschuss, im Umwelt- und Agrarausschuss, stellvertretender Vorsitzender des Petitionsausschusses und stellvertretendes Mitglied im Wirtschaftsausschuss. In der 17. WP war er von 2009 bis 2011 Mitglied im Ersten Parlamentarischen Untersuchungsausschuss und von 2009 bis 2012 Mitglied des Wirtschaftsausschusses. Dies blieb er bis in die 18. Wahlperiode hinein und war dessen stellvertretender Vorsitzender. Überdies war er auch stellvertretendes Mitglied im Petitionsausschuss. Zudem war er Fachsprecher der CDU-Landtagsfraktion für den Bereich Forstpolitik und im Agrar- und Umweltausschuss. In der 19. Wahlperiode war er Vorsitzender des Fraktionsarbeitskreises Europa, Fachsprecher für die Bereiche Wald- und Forstpolitik sowie maritime Wirtschaft.
2005 zog Hartmut Hamerich als direkt gewählt Abgeordneter des Wahlkreises Eutin-Süd in den Landtag ein. 46,9 Prozent der Erststimmen entfielen auf ihn. Bei der vorgezogenen Landtagswahl in Schleswig-Holstein 2009 wurde er mit 38,2 Prozent der Erststimmen wiedergewählt. Auch bei der Wahl für die 18. Wahlperiode kam er als Direktkandidat in den Landtag. Bei der Landtagswahl 2017 zog Hartmut Hamerich mit 41,7 Prozent der Erststimmen als direkt gewählter Abgeordneter des Wahlkreises Ostholstein-Süd für die 19. Wahlperiode erneut in den Landtag ein. Des Weiteren war Hamerich Mitglied im Wirtschafts- und Europaausschuss. Zudem war er Mitglied des Fraktionsvorstandes.
Bei der Landtagswahl 2022 trat er nicht mehr an.

## Gesellschaftliches Engagement
Hartmut Hamerich ist Mitglied im Verwaltungsrat Schleswig-Holstein Landesforsten.